# Henri Catherine Balthazard Vincent
Henri Catherine Balthazard Vincent (* 22. Mai 1775 in Valenciennes, Département Nord; † 24. Dezember 1844 in Paris) war ein französischer General der Infanterie.

## Leben und Wirken
Begeistert von den Ideen der Revolution trat Vincent 1790 als Freiwilliger in die Armee ein. Nacheinander war er zur Armée des pyrénées orientales, der Armée des Alpes und der Armée du Rhin kommandiert.
Er konnte sich durch Mut und Tapferkeit auszeichnen und kam als lieutenant 1797 zur Armée de Sambre-et-Meuse. Schon früh ein Anhänger Napoleon Bonapartes, unterstützte er diesen bei seinem Putsch (9. November 1799).
Nach weiteren Beförderungen führte Vincent ein eigenes Kommando in den Schlachten bei Austerlitz (2. Dezember 1805), Jena (14. Oktober 1806) und Wagram (5./6. Juli 1809).
Als Napoleon seine Invasion nach Russland plante, holte er auch Vincent in den Generalstab. Vincent nahm u. a. an den Kämpfen bei Kljastizy (28./29. Juli 1812), Polozk (17./18. August 1812), Borodino (7. September 1812), Tarutino (18. Oktober 1812) und an der Beresina (26./28. November 1812) teil.
Nahezu unverwundet erreichte Vincent wieder die Heimat und nach einigen Umstrukturierungen der Grande Armée kam er in den Stab von Marschall Auguste Frédéric Louis Viesse de Marmont. Unter dessen Kommando kämpfte er in der Völkerschlacht von Leipzig (16./19. Oktober 1813) und vor Villeparisis (28. März 1814). Er nahm an der Schlacht bei Paris (30. März 1814) teil und wurde während Napoleons Abdikation und dem Vertrag von Fontainebleau (11. April 1814) mit verschiedenen Verwaltungsaufgaben betraut.
König Ludwig XVIII. holte Vincent während der Restauration in seine Leibwache (→Maison militaire du roi de France). Als Napoleon die Insel Elba verließ und dessen Herrschaft der Hundert Tage begannen, schloss sich Vincent wiederum seinem Kaiser an.
Nach der Schlacht von Waterloo (18. Juni 1815), war Vincent für einige Zeit ohne Kommando. 1819 ernannte man ihn zum inspecteur de cavalerie und dieses Amt hatte er bis 1825 inne.
1823 nahm er an der Invasion nach Spanien von Louis-Antoine de Bourbon, duc d’Angoulême teil und kämpfte unter dem Befehl von General Étienne Tardif de Pommeroux de Bourdesoulle. Innenpolitisch nicht interessiert, stand Vincent nach der Julirevolution von 1830 auch für kein Amt zur Verfügung. Er ging mit Halbsold in den vorläufigen Ruhestand und wurde am 7. Februar 1831 im Rang eines général de division offiziell in den Ruhestand verabschiedet. Er ließ sich in Paris nieder und starb dort am 24. Dezember 1844. Seine letzte Ruhestätte fand er auf dem Cimetière de Montmartre.

## Ehrungen
- 23. Juli 1809 baron de l’Émpire
- August 1814 Kommandeur der Ehrenlegion
- Sein Name findet sich am östlichen Pfeiler (19. Spalte) des Triumphbogens am Place Charles de Gaulle (Paris).
- Die rue général Vincent in Montpellier ist ihm zu Ehren benannt.